# Suka Damai (Lembah Sabil)
Suka Damai is een bestuurslaag in het regentschap Aceh Barat Daya van de provincie Atjeh, Indonesië. Suka Damai telt 714 inwoners (volkstelling 2010).